# Budapest Bank
A Budapest Bank a nyolc magyarországi nagybank egyike volt. 2022. március 31-vel beolvadt az MKB Bankba. Az egyesült bank felhagyott a Budapest Bank név használatával és MKB Bank Nyrt. néven működik tovább.

## Története
1987-ben, az első három hazai kereskedelmi bank egyikeként a kétszintű bankrendszer kialakulásakor jött létre Budapest Hitel- és Fejlesztési Bank néven.
A rendszerváltás után a bank tulajdonosa 1995-ben az amerikai General Electric lett.
2015 júliusában magyar állami tulajdonba került. Ezt követően beolvasztották a Magyar Bankholding Zrt. tulajdonába.
2022-ben a Magyar Nemzeti Bank engedélyezte az MKB Bank és a Budapest Bank fúzióját. Az egyesülés 2022. március 31-én történt meg. Az egyesült bank MKB Bank Nyrt. név alatt működött tovább.
A tulajdonosa továbbra is a Magyar Bankholding Zrt.